# パプア湾

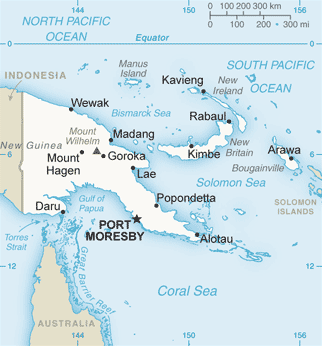
パプア湾と周辺の地図

パプア湾（パプアわん、Gulf of Papua）は、ニューギニア島パプアニューギニアの南東側にある湾。珊瑚海（Coral Sea）の北西部に位置し、南東方向に開けている。
パプア湾にはフライ川、プラリ川など多くの川が注ぎ三角州を構成している。三角州は干潟となっており、マングローブ林となっている。
沿岸には首都のポートモレスビーやダルなどの都市が位置している。